# Coupe de Biélorussie de football 1997-1998
Navigation
Coupe de Biélorussie 1996-1997 Coupe de Biélorussie 1998-1999
La Coupe de Biélorussie 1997-1998 est la 7e édition de la Coupe de Biélorussie de football depuis la prise d'indépendance du pays en 1991. Elle prend place entre le 2 août 1997 et le 26 mai 1998, date de la finale au stade Dinamo de Minsk.
Un total de 32 équipes prennent part à la compétition, parmi lesquelles l'intégralité des participants à la première division 1997 auquel s'ajoute quatorze clubs de deuxième division et deux du troisième échelon.
La compétition suivant un calendrier sur deux années, contrairement à celui des championnats biélorusses qui s'inscrit sur une seule année, celle-ci se trouve de fait à cheval entre deux saisons de championnat ; ainsi pour certaines équipes promues ou reléguées durant la saison 1997, la division indiquée peut varier d'un tour à l'autre.
Le Lokomotiv-96 Vitebsk remporte sa première coupe nationale à l'issue de la compétition au détriment du Dinamo Minsk. Cette victoire permet au club de se qualifier pour le tour préliminaire de la Coupe des coupes 1998-1999.

## Seizièmes de finale
| Date           | Locaux                             | Score                | Visiteurs                     |
| -------------- | ---------------------------------- | -------------------- | ----------------------------- |
| 2 août 1997    | Torpedo Jodzina (D2)               | 2 - 3                | (D1) Dinamo Brest             |
| 3 août 1997    | Dniepr Rahatchow (D2)              | 0 - 6                | (D1) Torpedo Minsk            |
| 3 août 1997    | Kommounalnik Svietlahorsk (D2)     | 1 - 2                | (D1) Torpedo-Kadino Mahiliow  |
| 3 août 1997    | Lokomotiv Vitebsk (D2)             | 0 - 3                | (D1) Belchina Babrouïsk       |
| 3 août 1997    | BATE Borisov (D2)                  | 4 - 0                | (D1) Ataka Minsk              |
| 3 août 1997    | FK Homiel (D2)                     | 1 - 2                | (D1) Lokomotiv-96 Vitebsk     |
| 3 août 1997    | Stroïtel Staryïa Darohi (D2)       | 0 - 7                | (D1) Dniepr Mahiliow          |
| 3 août 1997    | FK Lida (D2)                       | 4 - 0                | (D1) Transmach Mahiliow       |
| 3 août 1997    | Vedrytch-97 Retchytsa (D2)         | 0 - 2 ap             | (D1) Kommounalnik Slonim      |
| 3 août 1997    | Svisloch-Krovlia Assipovitchy (D3) | 1 - 1 ap (3 - 5 tab) | (D1) Nioman Hrodna            |
| 3 août 1997    | FK Belaaziorsk (D2)                | 1 - 5                | (D1) Dinamo-93 Minsk          |
| 3 août 1997    | FK Biaroza (D2)                    | 1 - 3                | (D1) FK Maladetchna           |
| 3 août 1997    | Pinsk-900 (D2)                     | 2 - 4                | (D1) Dinamo Minsk             |
| 3 août 1997    | Kardan Flaïers (D2)                | 0 - 2                | (D1) Chakhtior Salihorsk      |
| 3 août 1997    | Dinamo-Iouni Minsk (D2)            | 0 - 0 ap (3 - 4 tab) | (D1) Naftan-Devon Novopolotsk |
| 9 octobre 1997 | Veras Vyssokaïa Lipa (D3)          | 0 - 1                | (D1) MPKC Mazyr               |

## Huitièmes de finale
| Date            | Locaux                   | Score                | Visiteurs                     |
| --------------- | ------------------------ | -------------------- | ----------------------------- |
| 16 octobre 1997 | Dniepr Mahiliow (D1)     | 1 - 0                | (D1) Torpedo Minsk            |
| 16 octobre 1997 | Dinamo Brest (D1)        | 0 - 0 ap (2 - 4 tab) | (D1) Dinamo-93 Minsk          |
| 16 octobre 1997 | Kommounalnik Slonim (D1) | 0 - 3                | (D1) Lokomotiv-96 Vitebsk     |
| 16 octobre 1997 | FK Maladetchna (D1)      | 4 - 2                | (D1) Naftan-Devon Novopolotsk |
| 16 octobre 1997 | Nioman Hrodna (D1)       | 4 - 0                | (D1) Torpedo-Kadino Mahiliow  |
| 16 octobre 1997 | Belchina Babrouïsk (D1)  | 1 - 2                | (D1) MPKC Mazyr               |
| 18 octobre 1997 | BATE Borisov (D2)        | 1 - 0                | (D2) FK Lida                  |
| 18 octobre 1997 | Chakhtior Salihorsk (D1) | 1 - 1 ap (2 - 4 tab) | (D1) Dinamo Minsk             |

## Quarts de finale
| Date          | Locaux                         | Score                | Visiteurs           |
| ------------- | ------------------------------ | -------------------- | ------------------- |
| 30 avril 1998 | Dinamo-93 Minsk (D1)           | 3 - 2 ap             | (D1) FK Maladetchna |
| 30 avril 1998 | Lokomotiv-96 Vitebsk (D1)      | 2 - 0                | (D1) BATE Borisov   |
| 30 avril 1998 | Dinamo Minsk (D1)              | 1 - 1 ap (4 - 3 tab) | (D1) Slavia Mazyr   |
| 30 avril 1998 | Dniepr-Transmach Mahiliow (D1) | 1 - 0                | (D1) Nioman Hrodna  |

## Demi-finales
| Date        | Locaux                    | Score                | Visiteurs                      |
| ----------- | ------------------------- | -------------------- | ------------------------------ |
| 14 mai 1998 | Lokomotiv-96 Vitebsk (D1) | 0 - 0 ap (4 - 2 tab) | (D1) Dinamo-93 Minsk           |
| 14 mai 1998 | Dinamo Minsk (D1)         | 1 - 0                | (D1) Dniepr-Transmach Mahiliow |

## Finale
| Entraîneur :     |
| Vladimir Kournev |

| Entraîneur :         |
| Viatcheslav Akchaïev |

| Entraîneur :     |
| Vladimir Kournev |

| Entraîneur :         |
| Viatcheslav Akchaïev |